# Lijst van Pragenaren
Deze lijst van Pragenaren betreft bekende personen die in de Tsjechische hoofdstad Praag, vroeger de tweede hoofdstad van het Habsburgse Rijk, zijn geboren en waarover een artikel in Wikipedia is geschreven.

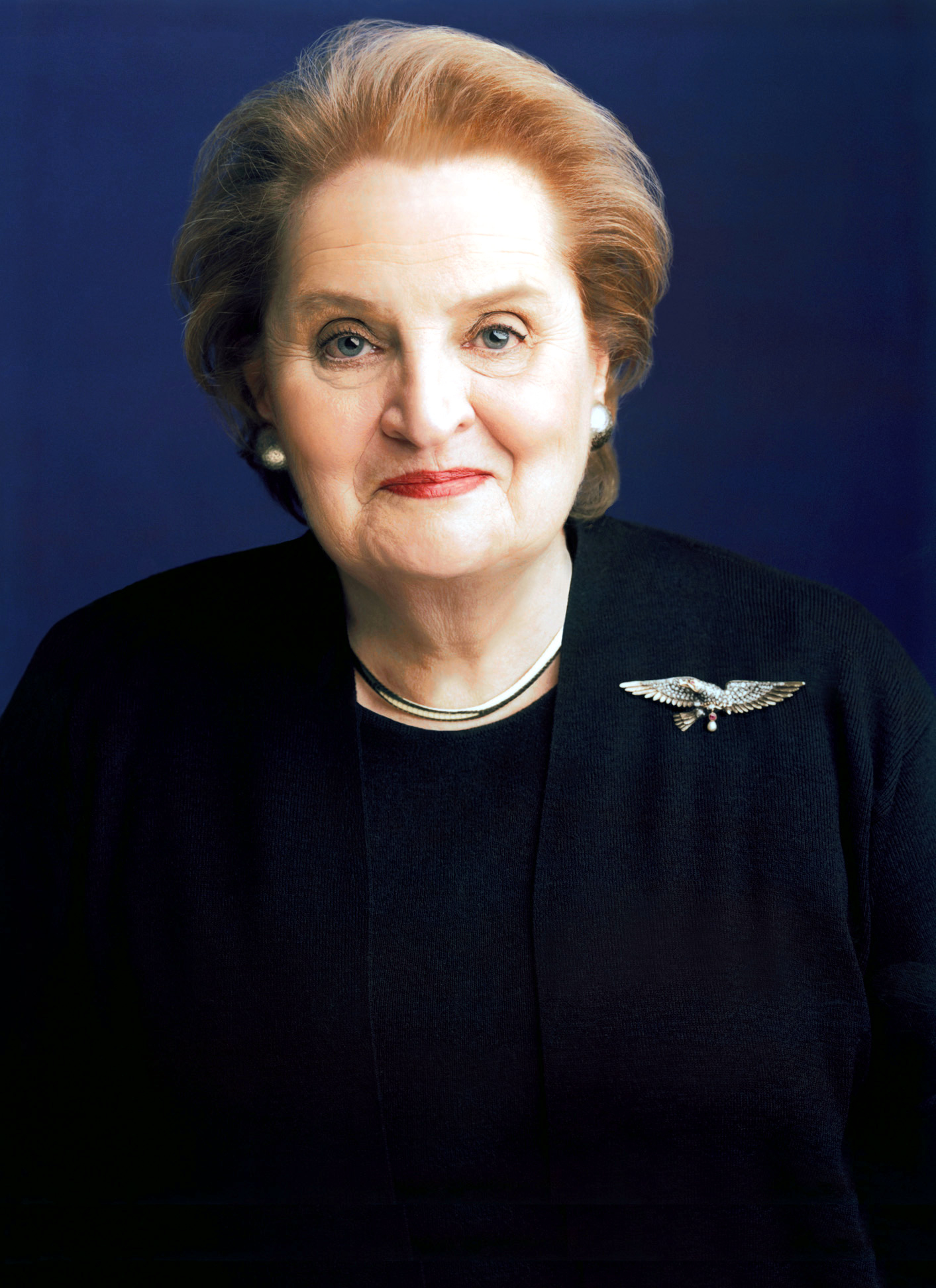
Politica en diplomate Madeleine Albright (1937-2022)

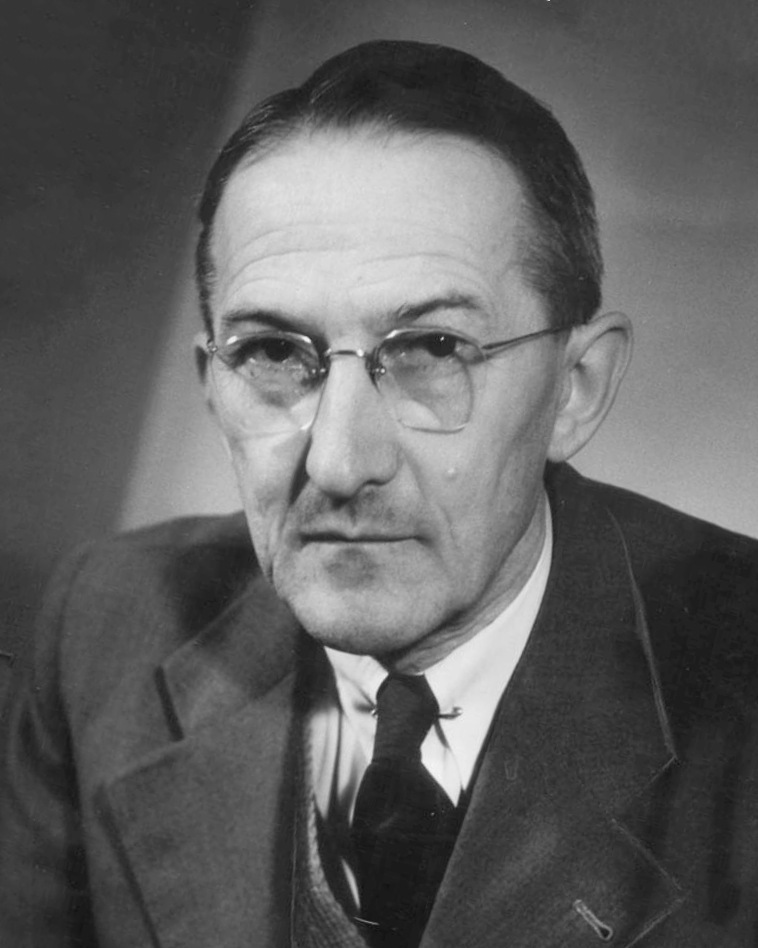
Wetenschapper Jaroslav Heyrovský (1890-1967)

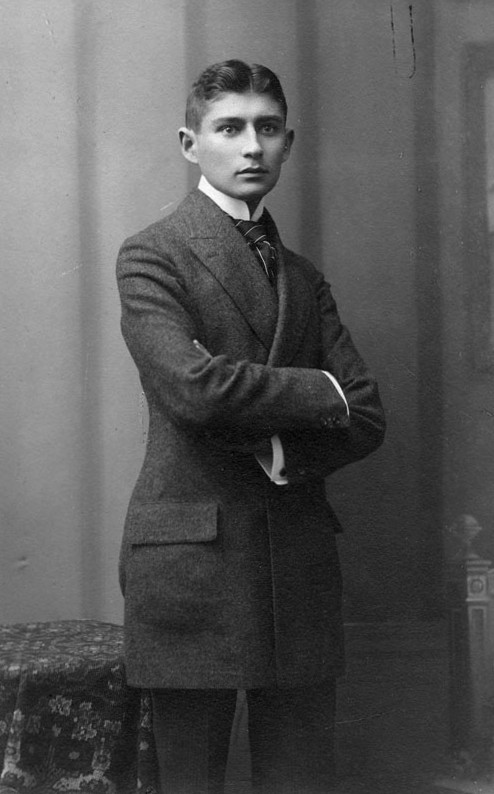
Schrijver Franz Kafka (1883-1924)

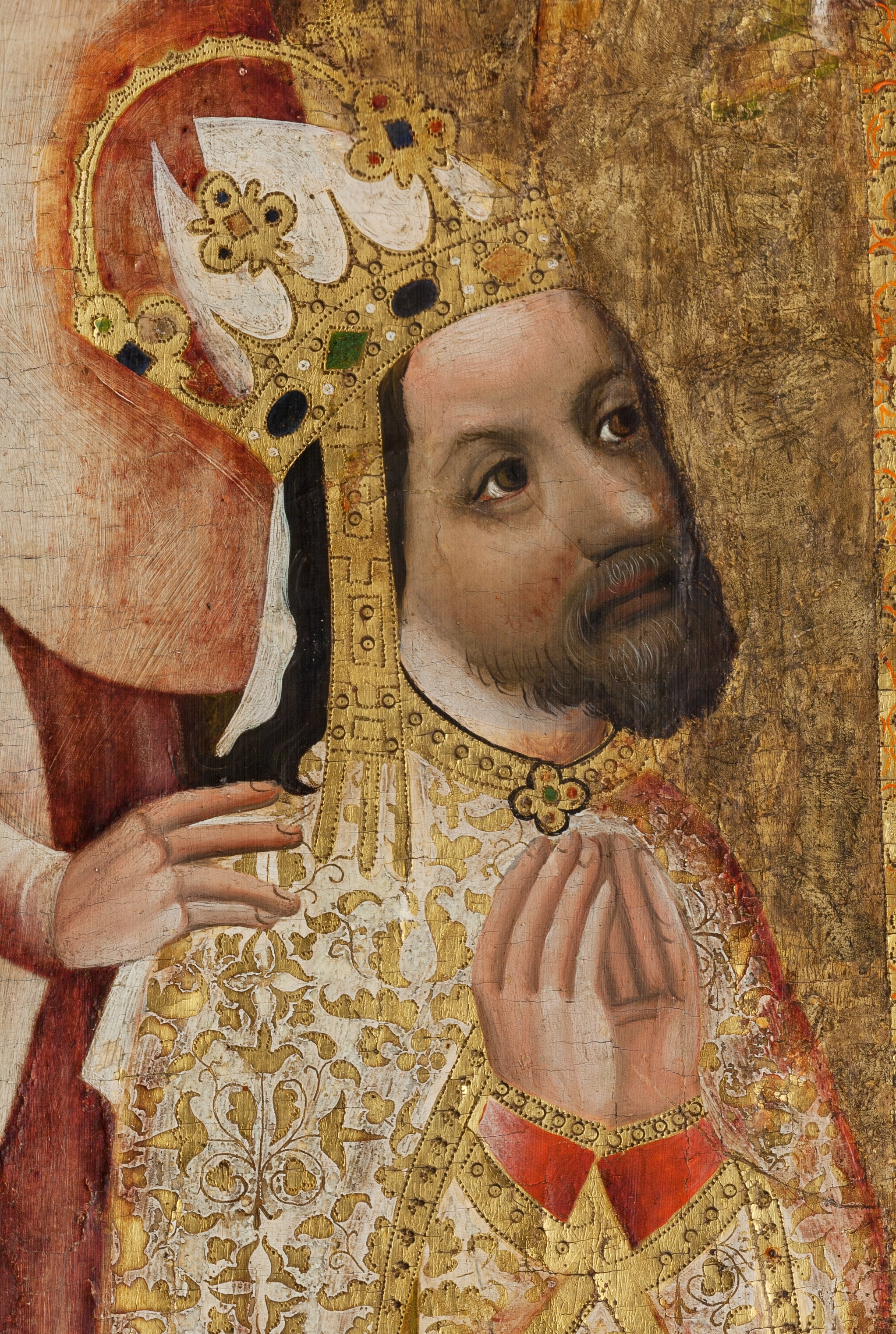
Keizer Karel IV (1316-1378)

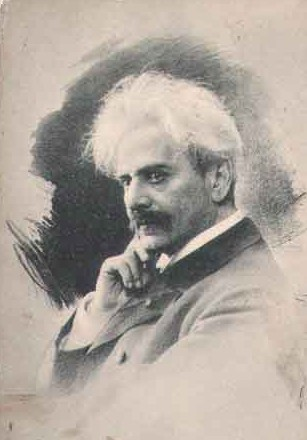
Cellist en componist David Popper (1843-1913)

## A
- Andrea Absolonová (1976-2004), schoonspringster en pornoactrice
- Madeleine Albright (Marie Jana Korbelová) (1937-2022), Amerikaans diplomate en politica (minister van buitenlandse zaken)

## B
- Lída Baarová (1914-2000), actrice
- Siegfried von Basch (1837-1905), Boheems-Oostenrijks arts, uitvinder van de bloeddrukmeter
- Pavel Bém (1963), politicus, burgemeester van Praag
- Lubomír Beneš (1935-1995), poppenanimator en regisseur
- Ondřej Berka (1987), voetbalscheidsrechter
- Bernard Bolzano (1781-1848), Oostenrijks wiskundige, theoloog en filosoof
- Max Brod (1884-1968), Tsjechisch-Israëlisch veelzijdig schrijver en componist, biograaf van Franz Kafka
- Charlotta Burešová (1904-1983), Tsjechisch beeldend kunstenaar

## C
- Charlotte Charlaque (1892-1963) transvrouw en mogelijk partner van Toni Ebel (zie hieronder), actrice
- Milan Černý (1988), voetballer
- Carl Ferdinand Cori (1896-1984), Amerikaans biochemicus en Nobelprijswinnaar (1947)
- Gerty Cori (1896-1957), Amerikaans biochemicus en Nobelprijswinnares (1947)

## E
- Toni Ebel (1881-1961) transvrouw en mogelijk partner van Charlotte Charlaque (zie hierboven), kunstenares

- Helen Epstein (1947), Amerikaans schrijfster

## F
- Olga Fikotová (1932-2024), Tsjechisch-Amerikaans atlete
- Robert Fremr (1957), jurist en rechter
- Julius Fučík (Julius Wilhelm Futschik) (1872-1916), Boheems-Oostenrijks componist en dirigent

## G
- Albína Goretkiová (2005), voetbalster

## H
- Jan Hammer (1948), componist en muziekproducent
- Jaroslav Hašek (1883-1923), schrijver
- Václav Havel (1936-2011), schrijver, dissident en president van Tsjecho-Slowakije (1989-1993) en Tsjechië (1993-2003)
- Alice Herz-Sommer (1903-2014), pianiste
- Jaroslav Heyrovský (1890-1967), fysisch-chemicus en Nobelprijswinnaar (1959)
- Milada Horáková (1901-1950), politica, strijdster voor vrouwenrechten en dissident
- Helga Hošková-Weissová (1929), kunstenaar en Holocaustoverlevende
- Tomáš Hübschman (1981), voetballer

## J
- Milena Jesenská (1896-1944), journaliste, schrijfster en vertaalster
- Mikolas Josef (1995), zanger

## K
- Pavel Kadeřábek (1992), voetballer
- Franz Kafka (1883-1924), Duitstalig schrijver
- Karel IV (1316-1378), koning van Bohemen en keizer van het Heilige Roomse Rijk
- Lubomir Kavalek (1943-2021), Tsjechisch-Amerikaans schaakgrootmeester
- Hans Kelsen (1881-1973), Oostenrijks-Amerikaans rechtsgeleerde
- Marie Kinsky von Wchinitz und Tettau (1940-2021), echtgenote van Prins Hans-Adam II (Liechtenstein)
- Václav Klaus (1941), econoom, dissident en president van Tsjechië (2003-2013)
- Franz Anton von Kolowrat-Liebsteinsky (1778-1861), eerste minister-president van Oostenrijk
- Karel Komzák II (1850-1905), componist, muziekpedagoog en dirigent
- Klára Koukalová (1982), tennisspeelster
- Helena van der Kraan (1940-2020), Tsjechisch-Nederlands kunstenares
- Michael Kunze (1943), Duits scenarioschrijver en liedschrijver
- Jaroslav Kurzweil (1926-2022), wiskundige

## L
- Herbert Lom (1917-2012), Tsjechisch-Brits acteur
- Jehoeda Löw (ca. 1525-1609), rabbijn en filosoof

## M
- Adriana Málková (1976), pornoactrice
- Jan Masaryk (1886-1948), Tsjechisch diplomaat in kabinet in ballingschap te Londen
- Marie Mejzlíková (1903-1994), Tsjecho-Slowaaks atlete
- Jiří Menzel (1938-2020), regisseur en acteur
- Ignaz Moscheles (oorspronkelijk Isaac) (1794-1870), componist en virtuoos

## N
- Tomáš Necid (1989), voetballer
- Jan Neruda (1834-1891), schrijver, dichter en journalist
- Václav Neumann (1920-1995), dirigent, musicoloog, historicus, filosoof
- Nicolaas van Luxemburg (1322-1358), patriarch van Aquileja en zoon van Jan de Blinde, koning van Bohemen

## P
- Ondřej Perušič (1994), beachvolleyballer
- Leo Perutz (1882-1957) Oostenrijks-joods schrijver en actuaris
- David Popper (1843-1913), Boheems cellist en componist

## R
- Lenka Reinerová (1916-2008), schrijfster
- Antonín Rejcha (Anton Reicha) (1770-1836), Boheems-Frans componist
- Miloslava Rezková (1960-2014), atlete en olympisch kampioene hoogspringen
- Rainer Maria Rilke (1875-1926), Duitstalig lyrisch dichter en schrijver
- Tomáš Rosický (1980), voetballer

## S
- Jan Saudek (1935), kunstfotograaf
- Patrik Schick (1996), voetballer
- Ervín Schulhoff (1894-1942), componist, pianist, muziekcriticus en Holocaustslachtoffer
- Karel Schwarzenberg (1937-2023), politicus
- David Schweiner (1994), beachvolleyballer
- Jaroslav Seifert (1901-1986), schrijver, dichter en journalist en Nobelprijswinnaar
- Martin Šimek (1948), Nederlands presentator en columnist van Tsjechische afkomst
- Markéta Sluková (1988), beachvolleybalster
- Ondřej Sosenka (1975), wielrenner
- Pavel Staněk (1927-2025), componist en dirigent
- Wilhelm Steinitz (1836-1900), Boheems-Oostenrijks schaker (eerste wereldkampioen schaken)
- Helena Suková (1965), tennisster (winnares van 14 grandslamtoernooien)
- Bertha von Suttner (1843-1914), Boheems-Oostenrijks radicale pacifiste en Nobelprijswinnares (1905)
- Viktorie Surmová (1996),  een Tsjechisch-Oekraïens zangeres, componiste en actrice

## T
- Edith Templeton (1916-2006), Tsjechisch-Brits schrijfster

## V
- Vratislav I (± 888 - 13 februari 921), hertog van Bohemen
- Dana Vávrová (1967-2009), Tsjechisch-Duits actrice en regisseur

## W
- Franz Werfel (1890-1945), Duitstalig schrijver en dichter
- Max Wertheimer (1880-1943), Duits-Amerikaans grondlegger van de Gestaltpsychologie
- Emil Wolf (1922-2018), Amerikaans natuurkundige

## Z
- Zdeněk Zeman (1947), Tsjechisch-Italiaans voetbaltrainer
- Olbram Zoubek (1926-2017), beeldhouwer